# Campeonato Europeo de Escalada de 1998
El III Campeonato Europeo de Escalada se celebró en Núremberg (Alemania) el 3 de abril de 1998 bajo la organización de la Federación Internacional de Escalada Deportiva (IFSC) y la Federación Alemana de Deportes de Escalada. 

## Medallistas

### Masculino
| Evento     | Oro                     | Plata                       | Bronce                          |
| ---------- | ----------------------- | --------------------------- | ------------------------------- |
| Dificultad | Ian Vickers Reino Unido | Cristian Brenna · Italia    | Christian Bindhammer · Alemania |
| Velocidad  | Tomasz Oleksy · Polonia | Alexandr Paukayev · Ucrania | Vladímir Zajárov · Ucrania      |

### Femenino
| Evento     | Oro                      | Plata                      | Bronce                      |
| ---------- | ------------------------ | -------------------------- | --------------------------- |
| Dificultad | Muriel Sarkany · Bélgica | Venera Chereshneva · Rusia | Liv Sansoz Francia          |
| Velocidad  | Cécile Avezou Francia    | Olena Riepko · Ucrania     | Zosia Podgorbunskij · Rusia |

## Medallero
| Núm. | País        | Oro | Plata | Bronce | Total |
| ---- | ----------- | --- | ----- | ------ | ----- |
| 1    | Francia     | 1   | 0     | 1      | 2     |
| 2    | Bélgica     | 1   | 0     | 0      | 1     |
| 2    | Polonia     | 1   | 0     | 0      | 1     |
| 2    | Reino Unido | 1   | 0     | 0      | 1     |
| 5    | Ucrania     | 0   | 2     | 1      | 3     |
| 6    | Rusia       | 0   | 1     | 1      | 2     |
| 7    | Italia      | 0   | 1     | 0      | 1     |
| 8    | Alemania    | 0   | 0     | 1      | 1     |
|      | TOTAL       | 4   | 4     | 4      | 12    |